# گاراژ خوب
گاراژ خوب (به انگلیسی: OK Garage) یا همه را برافروخت (به انگلیسی: All Revved Up) فیلمی محصول سال ۱۹۹۸ و به کارگردانی براندون کول است. در این فیلم بازیگرانی همچون جان تورتورو، لیلی تیلور، ویل پاتون، جما جونز، جوزف ماهر و پال کالدرون ایفای نقش کرده‌اند.